# Latsída (Lassíthi)
Latsída, en grec moderne : Λατσίδα, est un village du dème d'Ágios Nikólaos, dans le district régional de Lassíthi de la Crète, en Grèce. Selon le recensement de 2011, la population de Latsída compte 247 habitants. 
Il est situé à une altitude de 250 mètres, à une distance de 51 km de Héraklion et à 2 km de Neápoli.

## Recensements de la population
| Recensements | 1900 | 1920 | 1928 | 1940 | 1951 | 1961 | 1971 | 1981 | 1991 | 2001 | 2011 |
| ------------ | ---- | ---- | ---- | ---- | ---- | ---- | ---- | ---- | ---- | ---- | ---- |
| Population   | 669  | 714  | 674  | 687  | 657  | 607  | 505  | 458  |      | 279  | 247  |

## Source de la traduction
- (el) Cet article est partiellement ou en totalité issu de l’article de Wikipédia en grec moderne intitulé « Λατσίδα Λασιθίου » (voir la liste des auteurs).